# Vladimir Hachinski
Vladimir Hachinski (Zhytomyr, Ucrania, 1939) es un neurólogo e investigador canadiense profesor de neurología en la Universidad de Western, Ontario, Canadá. Nacido en Ucrania, se trasladó en 1954 con sus padres a Venezuela y posteriormente a Canadá, donde realizó su formación en medicina y neurología. Ha publicado numerosos trabajos de investigación en el campo de la demencia y el accidente cerebrovascular. Entre 2000 y 2010 fue editor jefe de la revista médica 'Stroke', publicada por la American Heart Association, y entre 2010 y 2013 vicepresidente del World Federation of Neurology. En 1987 acuñó el término leucoaraiosis para describir determinadas imágenes visibles en la resonancia magnética nuclear y tomografía axial computerizada cerebral que consisten en la rarefacción de la sustancia blanca a nivel subcortical en regiones próximas a los ventrículos cerebrales, diseñó la denominada escala de Hachinski para diferenciar por las características clínicas la demencia vascular de la que se produce en la enfermedad de Alzheimer y fue uno de los pioneros en introducir las unidades de ictus en el hospital para tratar de forma precoz y especializada a estos pacientes.

## Publicaciones
Es autor o coautor de 17 libros y alrededor de 600 publicaciones científicas, la mayor parte relacionadas con el ictus, la demencia vascular y la enfermedad de Alzheimer.